# Neócoro

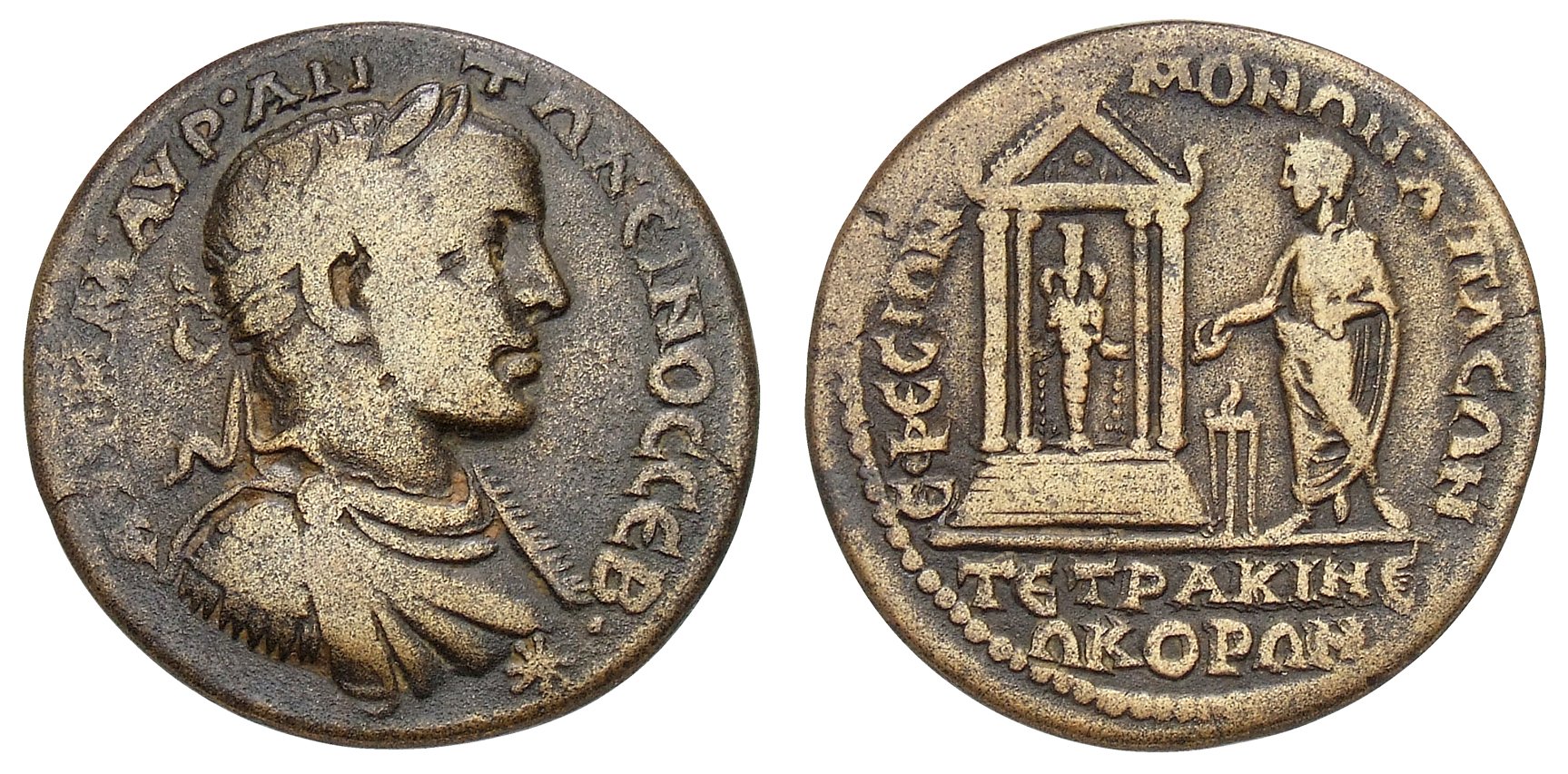
Moneda cívica de época romana de Éfeso, que muestra un busto del emperador Heliogábalo enorgulleciéndose de ser "el único de todos, cuatro veces neócoro" (MONΩN AΠΑCΩN TETΡAKI NEΩKOΡΩN).

El neócoro (en griego antiguo: νεώκορος, neókoros, plural: neokoroi; en latín: neocorus) fue, en principio, un asistente, especie de sacristán en los templos griegos, inicialmente de bajo rango. Luego se convirtió en un título honorífico, particularmente en la era imperial romana.
En la antigüedad griega, como su nombre indica (proviene del griego νεώς, 'templo' y χορέω, 'barrer') los neócoros eran responsables del barrido de los templos que luego irían escalando para llegar a supervisar el funcionamiento del mismo. Por encima del neócoro estaba el zácoro. Su tarea era proteger el templo, mantenerlo limpio, decorarlo, controlar su acceso, verificar que no hubiera sacrilegios o guardar los utensilios sagrados de los sacrificios.
Posteriormente, este papel se incluyó en el culto helenístico de Isis y Serapis y se convirtió en costumbre el confiar este papel a personas de alto rango social, para cubrir los costos de adoración relacionados con el mobiliario y las fiestas religiosas.
En los siglos II y III se establecieron templos para el culto de los emperadores romanos y entonces era un título honorífico de orgullo el ser nombrado neócoro como sacerdote para el culto al emperador, otorgándose este honor a altos oficiales. También se les encomendó la tarea de esparcir el agua lustral sobre los fieles y sobre la comida utilizada para los comedores de los emperadores.
El título pasó a ser tan distinguido, que las mismas ciudades lo tomaron algunas veces, constituyéndose protectoras de ciertos templos. Incluso ciudades enteras en el este del imperio recibieron el título de neócoro en monedas e inscripciones al erigir un templo para el emperador. En algunas provincias, como en Asia hubo competencia entre las ciudades, para obtener la mayor cantidad de neócoros posibles.
En el caso de la ciudad de Éfeso, se utilizaron representaciones de las montañas Pion en forma estilizada en monedas en lugar de la ciudad, como Neocoros de Artemis Ephesia.